# Maya (iluzie)
Maya (Devanagari: माया, AIST: māyā), literal „iluzie” sau „magie”, are mai multe semnificații în filozofiile indiene, în funcție de context. În textele vedice târzii, māyā are conotația de „spectacol magic, o iluzie în care lucrurile par a fi prezente, dar nu sunt ceea ce par”; principiul care arată „Absolutul fără atribute” ca având „atribute”. Māyā înseamnă, de asemenea, ceea ce „se schimbă constant și, prin urmare, este ireal din punct de vedere spiritual” (în opoziție cu un Absolut neschimbător sau Brahman) și, prin urmare, „ascunde adevăratul caracter al realității spirituale”.
În școala Advaita Vedanta de filozofie hindusă, māyā, „aparența”, este „forța puternică care creează iluzia cosmică, și anume aceea că lumea fenomenală este reală”. În această școală nondualistă, māyā la nivel individual apare ca lipsa de cunoaștere (avidyā) a Sinelui real, Atman–Brahman, identificându-se în mod greșit cu complexul corp-minte și încurcăturile sale.
În hinduism, māyā este, de asemenea, un epitet pentru zeița Lakshmi, și numele unei manifestări a lui Lakshmi, zeița „bogăției, prosperității și iubirii”.
În filosofia budistă, Māyā este invocată ca unul dintre cei douăzeci de factori mentali nesănătoși subsidiari, responsabili pentru înșelăciune sau ascunderea naturii lucrurilor. Maya este, de asemenea, numele mamei lui Gautama Buddha.